# Leichtathletik-Europameisterschaften 2010/Teilnehmer (Monaco)
Monaco meldete einen Sportler für die Leichtathletik-Europameisterschaften 2010 vom 27. Juli bis zum 1. August in Barcelona.
| Wettbewerb | Männer                 | Frauen |
| ---------- | ---------------------- | ------ |
| 800 m      | Brice Etès (15. Platz) |        |